# Walid Raad
Walid Raad (àrab: وليد رعد, Walīd Raʿd) (Chbanieh, Líban, 1967) és un artista libanès.
Walid Raad va formar-se en arts visuals a la Universitat de Rochester i a la de Boston. Establert a Nova York amb estades a Beirut, exerceix la docència a la Cooper Union de Manhattan. Amb una obra centrada en la història contemporània del món àrab, en especial el Líban i els seus períodes de conflicte bèl·lic entre 1975 i 1991, els seus projectes abasten instal·lacions, performances, vídeo, fotografia i assaig literari. Amb projectes de llarga durada com The Atlas Group, dut a terme entre 1999 i 2004, i History of Modern and Contemporary Arab Art, aborda sovint la representació dels fets traumàtics de la història col·lectiva. Entre els seus llibres d'assaig, destaquen The Truth Will Be Known When The Last Witness Is Dead, My Neck Is Thinner Than A Hair i Let's Be Honest, The Weather Helped. És membre de l'Arab Image Foundation, creada el 1996 per promoure la recerca històrica de la cultura visual del món àrab.
Des de l'any 2000, els seus treballs s'han pogut veure en centres de gran projecció internacional com la Documenta de Kassel a Alemanya (2002 i 2012) o les biennals de Venècia (2004), Taipei (2004) i Sidney (2006). Ha fet exposicions individuals a la National Galerie im Hamburger Bahnhof de Berlín (2006), el Museo Nacional Centro de Arte Reina Sofía de Madrid (2009), la Whitechapel Gallery de Londres (2010), la Hasselblad Foundation de Göteborg (2011), el Musée d'art contemporain de Nimes (2014) i en nombrosos museus d'Europa, Orient Mitjà i Amèrica del Nord. La seva obra forma part de diverses col·leccions, com la del MoMA de Nova York, el Walker Art Center de Minneapolis, el Guggenheim Museum de Nova York, el Museu Britànic de Londres, la Tate Modern de Londres, el Centre Georges Pompidou de París, la National Galerie de Berlín i el MACBA de Barcelona.